# Godwin Okpara
Godwin Okpara (Lagos, Nigeria, 20 de septiembre de 1972) es un exfutbolista nigeriano, se desempeñaba como defensa y se retiró en 2004 jugando para el Standard de Lieja.

## Juicio y condena
En agosto de 2005, Okpara fue arrestado en Francia por raptar a su hija adoptada de 13 años. En junio de 2007 fue encontrado culpable de ese delito y condenado a 10 años de prisión. Su esposa, Linda Okpara, acusó a su marido de maltrato y tortura y fue de nuevo condenado a 15 años de cárcel.

## Clubes
| Club                | País    | Año       |
| ------------------- | ------- | --------- |
| Obanta United       | Nigeria | 1989      |
| Beerschot V.A.C.    | Bélgica | 1989-1991 |
| Eendracht Aalst     | Bélgica | 1991-1996 |
| RC Estrasburgo      | Francia | 1996-1999 |
| Paris Saint-Germain | Francia | 1999-2001 |
| Standard de Lieja   | Bélgica | 2001-2004 |

- Datos: Q952697